# Пхари
Пхари (ფ, груз. ფარი) — двадцать первая буква современного грузинского алфавита и двадцать четвёртая буква классического грузинского алфавита.

## Использование
В грузинском языке обозначает звук [pʰ]. Числовое значение в изопсефии — 500 (пятьсот).
Также используется в грузинском варианте лазского алфавита, используемом в Грузии. В латинице, используемой в Турции, ей соответствует p.
Ранее использовалась в абхазском (1937—1954) и осетинском (1938—1954) алфавитах на основе грузинского письма, после их перевода на кириллицу в абхазском была заменена на ԥ, а в осетинском — на п.
В системах романизации грузинского письма передаётся как p̕ (ISO 9984), pʼ (BGN/PCGN
1981), p (национальная система, BGN/PCGN 2009), pʻ (ALA-LC). В грузинском шрифте Брайля букве соответствует символ ⠧ (U+2827).

## Написание
| Асомтаврули | Нусхури | Мхедрули |
| ----------- | ------- | -------- |
|             |         |          |

## Кодировка
Пхари асомтаврули и пхари мхедрули включены в стандарт Юникод начиная с самой первой его версии (1.0.0) в блоке «Грузинское письмо» (англ. Georgian) под шестнадцатеричными кодами U+10B4 и U+10E4 соответственно.
Пхари нусхури была добавлена в Юникод в версии 4.1 в блок «Дополнение к грузинскому письму» (англ. Georgian Supplement) под шестнадцатеричным кодом U+2D14; до этого она была унифицирована с пхари мхедрули.
Пхари мтаврули была включена в Юникод в версии 11.0 в блок «Расширенное грузинское письмо» (англ. Georgian Extended) под шестнадцатеричным кодом U+1CA4.